# Blackpool Football Club 2009-2010
Questa voce raccoglie le informazioni riguardanti il Blackpool Football Club nelle competizioni ufficiali della stagione 2009-2010.

## Rosa
| N. |                        | Ruolo | Calciatore           |
| -- | ---------------------- | ----- | -------------------- |
| 1  | Inghilterra (bandiera) | P     | Paul Rachubka        |
| 2  | Inghilterra (bandiera) | D     | Danny Coid           |
| 3  | Scozia (bandiera)      | D     | Stephen Crainey      |
| 4  | Inghilterra (bandiera) | C     | Keith Southern       |
| 5  | Galles (bandiera)      | D     | Neal Eardley         |
| 6  | Inghilterra (bandiera) | D     | Ian Evatt            |
| 7  | Irlanda (bandiera)     | A     | Billy Clarke         |
| 8  | Scozia (bandiera)      | A     | Stephen McPhee       |
| 9  | Irlanda (bandiera)     | A     | Ben Burgess          |
| 10 | Inghilterra (bandiera) | A     | Brett Ormerod        |
| 11 | Galles (bandiera)      | C     | David Vaughan        |
| 12 | Inghilterra (bandiera) | C     | Gary Taylor-Fletcher |
| 14 | Inghilterra (bandiera) | C     | Joe Martin           |

| N. |                         | Ruolo | Calciatore      |
| -- | ----------------------- | ----- | --------------- |
| 15 | Inghilterra (bandiera)  | D     | Alex Baptiste   |
| 16 | Algeria (bandiera)      | C     | Hameur Bouazza  |
| 18 | Giamaica (bandiera)     | C     | Jason Euell     |
| 19 | Inghilterra (bandiera)  | A     | D. J. Campbell  |
| 20 | Sierra Leone (bandiera) | C     | Al Bangura      |
| 21 | Inghilterra (bandiera)  | P     | Matthew Gilks   |
| 24 | Galles (bandiera)       | D     | Rob Edwards     |
| 26 | Scozia (bandiera)       | C     | Charlie Adam    |
| 28 | Inghilterra (bandiera)  | D     | Andy Butler     |
| 29 | Scozia (bandiera)       | C     | Barry Bannan    |
| 30 | Scozia (bandiera)       | C     | Stephen Husband |
| 31 | Irlanda (bandiera)      | D     | Séamus Coleman  |
| 33 | Scozia (bandiera)       | A     | Stephen Dobbie  |